# Laurin Liu
Pour les articles homonymes, voir Liu.
Laurin Liu, née le 13 novembre 1990, est une femme politique canadienne. Elle a été députée à la Chambre des communes de mai 2011 à octobre 2015 sous la bannière du Nouveau Parti démocratique (NPD), représentant la circonscription de Rivière-des-Mille-Îles, située au nord de Montréal.

## Biographie
Élevée à Pointe-Claire au Québec, Laurin Liu a fait ses études collégiales au Collège Jean-de-Brébeuf où elle a fondé le club NPD collégial.
Avant d’être élue, Laurin Liu a siégé sur le conseil d’administration d’une radio communautaire de Montréal et elle a été journaliste pour des médias communautaires indépendants. Elle s’est aussi impliquée en politique lors de ses études à l’Université McGill. Avant son élection, elle était coordonnatrice des campagnes politiques de l’Association étudiante de l'Université McGill, qui représente plus de 20 000 membres. Elle était aussi un membre actif du chapitre du NPD à McGill, et coprésidente de l’aile jeunesse du NPD au Québec.  La députée Liu parle couramment le français, l'anglais et le cantonais.
Le 2 mai 2011, Laurin Liu est élue députée de la circonscription fédérale de Rivière-des-Mille-Îles. Elle a défait le député sortant Luc Desnoyers du Bloc québécois d'environ 11 000 voix. À l'âge de 20 ans, 196 jours, Laurin Liu est devenue la plus jeune femme de l'histoire du Canada  élue à la Chambre des Communes. Elle est la deuxième plus jeune députée de la 41e législature, après Pierre-Luc Dusseault.
Candidate à sa succession lors de l'élection fédérale de 2015 elle obtient 29,48% des suffrages et est battue par l'ex-députée adéquiste Linda Lapointe, élue pour le Parti libéral du Canada avec 32,37 %.
À la suite de sa défaite elle reprend ses études et obtient son baccalauréat de l'Université McGill, suit des cours intensifs en mandarin à la National Taiwan Normal University (en) puis entame une maîtrise en droits humains à la London School of Economics.

## Députée de Rivière-des-Mille-Îles

### Au Parlement
Laurin Liu a été nommée porte-parole adjointe en environnement au début de son mandat. Ce rôle l'a menée à représenter le NPD à la Conférence de Durban sur les changements climatiques, en Afrique du Sud, où elle a dénoncé les politiques environnementales du gouvernement conservateur.
À la suite de l'élection de Thomas Mulcair en tant que chef du NPD, Laurin Liu a été nommée porte-parole adjointe en matière de science et technologie.
Laurin a déposé le 15 mars 2012 le projet de loi C-409 « Loi modifiant la Loi sur la sécurité de la vieillesse (demande de supplément) » visant à rendre l’inscription au Supplément de revenu garanti automatique pour les personnes de 65 ans et plus,. Ce projet de loi n'a pas été plus loin que l'étape de la première lecture, mais les mesures contenues dans son projet de loi ont été incorporées dans le budget fédéral 2012.
Le 29 mai 2014, Laurin Liu a déposé le projet de loi C-606 « Loi modifiant la Loi sur l’intérêt (frais en cas de remboursement anticipé) » visant à protéger les propriétaires résidentiels des pénalités bancaires excessives sur le remboursement anticipatoire d'une hypothèque . Ce projet de loi n'a pas non plus été plus loin que la première lecture en Chambre. Le 16 juin suivant, elle a déposé le projet de loi C-620 intitulé « Loi modifiant le Code canadien du travail (formation non rémunérée) » ou de son titre abrégé « Loi sur la protection des stagiaires »  pour offrir une protection aux stagiaires œuvrant dans des industries sous réglementation fédérale,. Remanié et renuméroté C-636, le projet de loi a été présenté de nouveau le 25 novembre 2014 et s'est rendu à l'étape de la deuxième lecture à l'issue de laquelle il a été rejeté par la majorité conservatrice, le 22 avril 2015.

### En circonscription
Laurin Liu s'est opposée à l'intention de l'Agence canadienne d'inspection des aliments d'élaborer une norme pour le vin de glace, qui exigerait que celui-ci ne soit fait qu'à partir de «raisins gelés naturellement sur la vigne», ce qui exclurait le vin de glace québécois de la certification de vin de glace . Elle s'est jointe au propriétaire du vignoble Rivière du Chêne, le deuxième plus grand vignoble au Québec , se trouvant dans sa circonscription, afin de s'opposer à ces changements,. À la suite d'un dépôt de mémoire par Laurin Liu à l'Agence canadienne d'inspection des aliments, celle-ci émet une nouvelle directive reconnaissant les différences régionales du Québec dues au climat et permettant aux producteurs de vin de glace québécois de conserver leur appellation ,.

### Résultats électoraux
|       | Candidat             | Parti          | # de voix | % des voix |
|       | Érick Gauthier       | Conservateur   | +06 099,  | 10,51 %    |
|       | Félix Pinel          | Bloc québécois | +14 755,  | 25,42 %    |
|       | Linda Lapointe       | Libéral        | +18 787,  | 32,37 %    |
|       | (sortant) Laurin Liu | NPD            | +17 111,  | 29,48 %    |
|       | Alec Ware            | Vert           | +01 136,  | 1,96 %     |
|       | Luis Quinteros       | Indépendant    | +00158,   | 0,27 %     |
| Total | Total                | Total          | 58 046    | 100 %      |

|       | Candidat                | Parti          | # de voix | % des voix |
|       | Lucie Leblanc           | Conservateur   | +05 057,  | 9,71 %     |
|       | (sortant) Luc Desnoyers | Bloc québécois | +14 873,  | 28,55 %    |
|       | Denis Joannette         | Libéral        | +05 300,  | 10,17 %    |
|       | Laurin Liu              | NPD            | +25 639,  | 49,21 %    |
|       | Gilles Bisson           | Vert           | +01 229,  | 2,36 %     |
| Total | Total                   | Total          | 52 098    | 100 %      |